# کنود لایف تامسن
کنود لایف تامسن (دانمارکی: Knud Leif Thomsen؛ ‏ ۲ سپتامبر ۱۹۲۴ – ۱۴ اکتبر ۲۰۰۳) یک کارگردان فیلم، و فیلم‌نامه‌نویس اهل دانمارک بود.
از فیلم‌ها یا مجموعه‌های تلویزیونی که وی در آن‌ها نقش داشته‌است می‌توان به هدیه اشاره نمود.